# 中村さら
中村 さら（なかむら さら、1984年7月13日 - ）は、日本のAV女優。神奈川県出身。血液型O型。趣味はウォーキング。

## 略歴
2007年、「中村さら」としてAVデビュー。

## 作品

### アダルトビデオ
2007年
- エロかわギャル（5月13日、マルクス兄弟）他出演:松嶋侑里
- 女子校生 中出し20連発（5月17日、アイエナジー）他多数出演
- WOMAN ［日本の女性に惚れなおす] 12（7月5日、ドリームチケット）
- 僕のママは痴女でしかも3人（2007年7月11日、ワンズファクトリー）共演:月嶋りお、@YOU

2008年
- EGG-IST 3（1月15日、テイクワン）
- 虐待アナル奴隷 大量浣腸責め2（2月1日、CORE）
- M女グラマラス（2月15日、NEXT GROUP）他出演:愛菜りな
- 監禁拷問アクメ 3（4月1日、中嶋興業）
- 暴姦家畜姉妹（7月1日、シネマジック）共演:白井絢香

2011年
- 接吻女子 20人4時間（2011年10月13日、マルクス兄弟）他19名出演

他多数